# Tathorhynchus fallax
Tathorhynchus fallax är en fjärilsart som beskrevs av Swinhoe 1902. Tathorhynchus fallax ingår i släktet Tathorhynchus och familjen nattflyn. Inga underarter finns listade i Catalogue of Life.